# Бутылкомёт Цукермана
Бутылкомёт системы Цукермана — ружейный гранатомёт — бутылкомёт конструкции Вениамина Цукермана, изобретённый и запущенный в производство в июле 1942 года. Предназначался для метания бутылок с горючей жидкостью. В широкое производство не поступал по причине достаточного оснащения войск противотанковыми средствами к моменту окончания разработки.

## Создание
Бутылкомёт был разработан ослепшим в детстве учёным В. А. Цукерманом в период с октября 1941 по август 1942 года в Казани, где он находился в эвакуации. Идея создания бутылкомёта, вероятно, как отмечал в воспоминаниях сам Цукерман, принадлежала его коллеге А. И. Авдеенко.
Испытания были проведены 14 июля 1942 года на полигоне в Солнечногорске. При снаряжании Цукерманом бутылок для стрельбы во время испытаний один из капсюлей оказался длиннее, чем необходимо и сломался, что привело к возгоранию бутылки. На конструкторе загорелись брюки, спасти его удалось благодаря слаженным действиям двух красноармейцев, разорвавших ремень горящих штанов. В результате происшествия Цукерман попал в госпиталь с ожогами рук и ног третьей степени и лица второй степени. Бутылкомёт был принят госкомиссией и небольшая партия поступила на вооружение войск. Дальнейшее производство к осени 1942 года было свёрнуто, по причине достаточной укомплектованности войск противотанковыми ружьями и пушками.

## Устройство
Бутылкомёт системы Цукермана представляет собой дульнозарядный ампуломёт. Байонетным соединением на ствол крепится конструкция из двух трубок, одна из которых являлась продолжением ствола, а другая расширялась в мортирку, представляющую собой стальной стакан, диаметром 75 мм. Вложенная в неё бутылка с горючей смесью «КС» через деревянный пыж опиралась на перфорированную мембрану (рассекатель), выстрел производился холостым патроном. Для переделки и извлечения пули из боевого патрона в комплекте прилагалась специальная обжимка.
Стрельба велась с упором приклада в грунт или плечо. При выстреле пороховые газы через рассекатель выталкивали пыж, а с ним и бутылку на дальность в 75—100 м.

### Боеприпасы
Для стрельбы изначально использовались обычные бутылки с зажигательной смесью объёмом 0,5 литра, но ввиду их неудовлетворительных аэродинамических свойств Цукерман обратился на находившийся в 30 километрах от Казани стекольный завод «Победа труда», где были спроектированы и изготовлены бутылки, имеющие форму артиллерийской мины. В это же время под руководством Н. А. Бах была разработана более густая горючая смесь, не разбрызгивавшаяся при попадании в танк. Бутылки комплектовались химическим запалом, поджигавшим смесь при разбитии бутылки.